# 金问泗

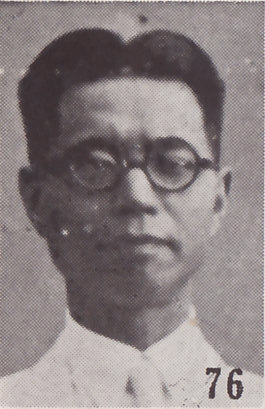
金问泗

金問泗（英文名：Wunz King 1892年4月27日—1968年4月21日），小名連，号純孺、成汝，浙江嘉兴人，中華民國外交官。

## 生平
1892年4月27日，金問泗生於浙江嘉興。父親金兆蕃是光緒己丑年舉人，曾供職北京財政部。
1911年，畢業於復旦公學。1915年，毕业于北洋大学法学系。1916年，考入外交部，后赴中华民国驻美使馆學習，并考入哥伦比亚大学学习国际法、外交学。1919年起，历任出席巴黎和会中国代表团副秘书、国际联合会中国代表办事处秘书、出席华盛顿会议中国代表团秘书等。
1922年，回國後回家省親，逢顧維鈞亦從英國回國，於是結伴自上海到北京復職。經李景銘推薦在財政部研究關稅問題。1924年5月3日，與朱美方結婚。胡維德任外交總長後升任僉事。1925年10月底，在關稅特別會議委員會幫辦。後升任外交部詞訟科科長。1926年8月29日，萬縣事件發生後，金問泗起草相關照會，參與處理該案。1927年3月24日，北伐軍克復南京，南京事件發生，金問泗在上海與英國公使藍浦生晤談，負責相關事宜。國民政府成立後，黃郛擔任上海特別市市長，被委為參議，負責租界與外交事務。後發生上海臨時法院院長人選的爭議，出面調停。張定璠繼任上海市長後，繼續連任。
1928年，被黃郛任為外交部第一司司长，總管江蘇外交交涉。1929年，被任命为中华民国驻荷兰公使，因母親年邁未就任，轉任農礦部秘書、實業部參事。1931年，九一八事變後，王正廷辭任外長，顧維鈞繼任，被任為外交部代理次長。錦州中立地帶案引起民眾反對，政府改組，和顧維鈞一同辭職往上海。一二八第一次淞滬會戰後，政府又改組。1932年，李頓調查團來華，隨顧維鈞往北平。後隨顧維鈞往法國，擔任國聯副代表，協助代表團事務。
1933年8月，就任中华民国驻荷兰公使。
1943年驻荷公使馆升格为大使馆后又升任驻荷兰大使，其后还兼任中华民国驻比利时大使、1941年，任中華民國駐捷克大使。驻挪威大使。1959年，在聖若望大學研究中國外交史。1968年在华盛顿逝世。